# Castelmauro
Castelmauro é uma comuna italiana da região do Molise, província de Campobasso, com cerca de 1.901 habitantes. Estende-se por uma área de 43 km², tendo uma densidade populacional de 44 hab/km². Faz fronteira com Acquaviva Collecroce, Civitacampomarano, Guardialfiera, Montefalcone nel Sannio, Roccavivara, San Felice del Molise, Trivento.

## Demografia
| Variação demográfica do município entre 1861 e 2011                               |
|                                                                                   |
| Fonte: Istituto Nazionale di Statistica (ISTAT) - Elaboração gráfica da Wikipedia |